# Diachasma mysticum
Diachasma mysticum är en stekelart som först beskrevs av Fischer 1963.  Diachasma mysticum ingår i släktet Diachasma och familjen bracksteklar. Inga underarter finns listade i Catalogue of Life.